# Cheryl Lynn
Cheryl Lynn, de son vrai nom Lynda Cheryl Smith (née le 11 mars 1957 à Los Angeles), est une chanteuse américaine.
Elle est notamment connue pour sa chanson disco Got to Be Real (1978). Elle fait les chœurs sur la chanson Georgy Porgy du groupe Toto, du premier album Toto.

## Discographie

### Albums studio
- 1978 : Cheryl Lynn
- 1979 : In Love
- 1981 : In the Night
- 1982 : Instant Love
- 1983 : Preppie
- 1985 : It's Gonna Be Right
- 1987 : Start Over
- 1989 : Whatever It Takes
- 1995 : Good Time